# Subsistema de commutació de xarxa
El subsistema de commutació de xarxa (NSS) (o xarxa central GSM) és el component d'un sistema GSM que duu a terme funcions de gestió de trucades i mobilitat per a telèfons mòbils en itinerància a la xarxa d'estacions base. És propietat d'operadors de telefonia mòbil i el distribueixen i permet que els dispositius mòbils es comuniquin entre ells i amb els telèfons de la xarxa telefònica commutada pública (PSTN) més àmplia. L'arquitectura conté característiques i funcions específiques que es necessiten perquè els telèfons no estan fixats en un sol lloc.
El NSS consistia originalment en la xarxa central de commutació de circuits, utilitzada per als serveis GSM tradicionals com ara trucades de veu, SMS i trucades de dades de commutació de circuits. Es va ampliar amb una arquitectura de superposició per proporcionar serveis de dades de commutació de paquets coneguts com a xarxa central GPRS. Això permet que els telèfons mòbils tinguin accés a serveis com WAP, MMS i Internet.

## Centre de commutació mòbil (MSC)

### Descripció
The mobile switching center (MSC) is the primary service delivery node for GSM/CDMA, responsible for routing voice calls and SMS as well as other services (such as conference calls, FAX, and circuit-switched data).
L'MSC configura i allibera la connexió d'extrem a extrem, gestiona els requisits de mobilitat i de lliurament durant la trucada i s'encarrega de la càrrega i el seguiment del compte de prepagament en temps real.
En el sistema de telefonia mòbil GSM, a diferència dels serveis analògics anteriors, la informació de fax i dades s'envia codificada digitalment directament al MSC. Només a l'MSC es torna a codificar en un senyal "analògic" (tot i que en realitat això gairebé segurament significarà que el so es codifica digitalment com a senyal de modulació de codi de pols (PCM) en un interval de temps de 64 kbit/s, conegut com a DS0 a Amèrica).
Hi ha diversos noms diferents per als MSC en diferents contextos que reflecteixen el seu paper complex a la xarxa, tot i que tots aquests termes podrien referir-se al mateix MSC, però fent coses diferents en diferents moments.
La passarel·la MSC (G-MSC) és l'MSC que determina a quin "MSC visitat" (V-MSC) es troba actualment l'abonat al qual s'està trucant. També connecta amb la PSTN. Totes les trucades de mòbil a mòbil i de PSTN a mòbil s'encaminen mitjançant un G-MSC. El terme només és vàlid en el context d'una trucada, ja que qualsevol MSC pot proporcionar tant la funció de passarel·la com la funció MSC visitada. No obstant això, alguns fabricants dissenyen MSC dedicats d'alta capacitat que no tenen cap subsistema d'estació base (BSS) connectat a ells. Aquests MSC seran llavors la porta d'entrada per a moltes de les trucades que gestionen.
El MSC visitat (V-MSC) és el MSC on es troba actualment un client. El registre d'ubicació del visitant (VLR) associat a aquest MSC tindrà les dades de l'abonat.
El MSC àncora és el MSC des del qual s'ha iniciat un trasllat. El MSC objectiu és el MSC cap al qual s'ha de fer un trasllat. Un servidor de centre de commutació mòbil forma part del concepte MSC redissenyat a partir de la versió 4 de 3GPP.

### Servidor del centre de commutació mòbil (MSC-Server, MSCS o MSS)
El servidor del centre de commutació mòbil és una variant de commutació programada (per tant, es pot denominar commutador mòbil mòbil, MSS) del centre de commutació mòbil, que proporciona una gestió de la mobilitat de trucades amb commutació de circuits i serveis GSM als telèfons mòbils en itinerància dins del zona a la qual dona servei. La funcionalitat permet el control dividit entre (senyalització) i el pla d'usuari (portador de l'element de xarxa anomenat media gateway/MG), que garanteix una millor col·locació dels elements de xarxa dins de la xarxa.

## Altres elements de xarxa central GSM connectats a l'MSC
El MSC es connecta amb els elements següents:
- El registre d'ubicació de casa (HLR) per obtenir dades sobre la SIM i el número RDSI dels serveis mòbils (MSISDN; és a dir, el número de telèfon).
- Subsistemes d'estació base (BSS) que gestiona la comunicació per ràdio amb telèfons mòbils 2G i 2.5G.
- La xarxa d'accés per ràdio terrestre UMTS (UTRAN) que gestiona la comunicació per ràdio amb telèfons mòbils 3G.
- El registre d'ubicació del visitant (VLR) proporciona informació de l'abonat quan l'abonat es troba fora de la seva xarxa domèstica.
- Altres MSC per a procediments com el lliurament.

## Registre d'ubicació de casa (HLR)
El registre d'ubicacions domèstiques (HLR) és una base de dades central que conté detalls de cada subscriptor de telefonia mòbil autoritzat per utilitzar la xarxa central GSM. Hi pot haver diversos HLR lògics i físics per xarxa mòbil terrestre pública (PLMN), tot i que un parell d'identitat de subscriptor mòbil internacional (IMSI)/MSISDN només es pot associar amb un HLR lògic (que pot abastar diversos nodes físics) alhora.
Els HLR emmagatzemen els detalls de cada targeta SIM emesa per l'operador de telefonia mòbil. Cada SIM té un identificador únic anomenat IMSI que és la clau primària de cada registre HLR.

## Centre d'autenticació (AuC)
El centre d'autenticació (AuC) és una funció per autenticar cada targeta SIM que intenta connectar-se a la xarxa central gsm (normalment quan el telèfon està encès). Un cop l'autenticació tingui èxit, l'HLR pot gestionar la SIM i els serveis descrits anteriorment. També es genera una clau de xifratge que s'utilitza posteriorment per xifrar totes les comunicacions sense fil (veu, SMS, etc.) entre el telèfon mòbil i la xarxa central GSM.

## Registre d'ubicació de visitants (VLR)
El registre d'ubicacions de visitants (VLR) és una base de dades de les MS (estacions mòbils) que han visitat la jurisdicció del Centre de commutació mòbil (MSC) al qual serveix. Cada estació transceptora base principal de la xarxa és atesa per exactament un VLR (un BTS pot ser servit per molts MSC en cas d'MSC en grup), per tant, un abonat no pot estar present en més d'un VLR alhora.

## Registre d'identitat de l'equip (EIR)
EIR és un sistema que gestiona les peticions en temps real per comprovar l'IMEI (checkIMEI) dels dispositius mòbils que provenen dels equips de commutació (MSC, SGSN, MME).